# Ehrendivision 1936/37
Die Ehrendivision 1936/37 war die 27. Spielzeit der höchsten luxemburgischen Fußballliga.
Am Saisonende standen drei Mannschaften punktgleich an der Tabellenspitze. Diese drei Teams ermittelten in Play-off-Spielen den Meister aus. Jeunesse Esch konnte nach sechzehn Jahren den zweiten Meistertitel feiern. Mit dem Pokalsieg gelang dem Klub auch das erste Double der Vereinsgeschichte.

## Tabelle
| Pl. | Verein                    | Sp. | S  | U | N  | Tore    | Quote | Punkte |
| --- | ------------------------- | --- | -- | - | -- | ------- | ----- | ------ |
| 1.  | Jeunesse Esch             | 18  | 12 | 2 | 4  | 044:200 | 2,20  | 26:10  |
| 2.  | Progrès Niederkorn (N)    | 18  | 12 | 2 | 4  | 057:190 | 3,00  | 26:10  |
| 3.  | US Düdelingen             | 18  | 11 | 4 | 3  | 055:220 | 2,50  | 26:10  |
| 4.  | Stade Düdelingen (N)      | 18  | 11 | 2 | 5  | 057:330 | 1,73  | 24:12  |
| 5.  | Red Boys Differdingen (P) | 18  | 10 | 1 | 7  | 050:470 | 1,06  | 21:15  |
| 6.  | Spora Luxemburg (M)       | 18  | 9  | 2 | 7  | 047:290 | 1,62  | 20:16  |
| 7.  | CS Fola Esch              | 18  | 8  | 1 | 9  | 037:370 | 1,00  | 17:19  |
| 8.  | Union Luxemburg           | 18  | 5  | 4 | 9  | 037:560 | 0,66  | 14:22  |
| 9.  | Red Black Pfaffenthal     | 18  | 1  | 2 | 15 | 022:610 | 0,36  | 04:32  |
| 10. | FC Aris Bonneweg          | 18  | 1  | 0 | 17 | 021:103 | 0,20  | 02:34  |

| (M) | amtierender Meister               |
| (P) | amtierender Pokalsieger           |
| (N) | Neuaufsteiger aus der 1. Division |

### Kreuztabelle
| 1936/37               | JEU | Progrès Niederkorn | US Düdelingen | Stade Düdelingen | Red Boys Differdingen | Spora Luxemburg | Fola Esch | Union Luxemburg | RBP | Aris Bonneweg |
| --------------------- | --- | ------------------ | ------------- | ---------------- | --------------------- | --------------- | --------- | --------------- | --- | ------------- |
| Jeunesse Esch         |     | 0:1                | 2:1           | 5:1              | 0:3                   | 2:1             | 1:0       | 3:2             | 2:1 | 11:0          |
| Progrès Niederkorn    | 0:2 |                    | 1:2           | 4:2              | 4:1                   | 2:2             | 3:1       | 9:0             | 6:0 | 11:0          |
| US Düdelingen         | 1:1 | 0:0                |               | 2:2              | 3:1                   | 1:0             | 8:1       | 3:3             | 2:1 | 13:1          |
| Stade Düdelingen      | 2:0 | 5:1                | 0:2           |                  | 3:3                   | 1:5             | 3:0       | 5:2             | 4:0 | 2:1           |
| Red Boys Differdingen | 2:1 | 0:3                | 1:4           | 1:4              |                       | 3:1             | 1:3       | 3:1             | 5:1 | 5:2           |
| Spora Luxemburg       | 1:3 | 0:2                | 3:0           | 0:1              | 6:4                   |                 | 2:0       | 2:2             | 2:0 | 5:0           |
| CS Fola Esch          | 0:2 | 1:0                | 1:3           | 3:1              | 2:3                   | 3:2             |           | 6:1             | 3:2 | 6:0           |
| Union Luxemburg       | 3:3 | 0:2                | 3:1           | 3:7              | 2:3                   | 1:3             | 4:1       |                 | 2:1 | 2:1           |
| Red Black Pfaffenthal | 0:3 | 1:4                | 0:6           | 1:2              | 3:6                   | 3:5             | 1:1       | 2:2             |     | 4:2           |
| FC Aris Bonneweg      | 1:3 | 2:4                | 1:3           | 0:12             | 4:5                   | 1:7             | 0:5       | 1:4             | 4:1 |               |

## Play-off-Runde
|                    | Ergebnis |                    |          |
| 1. Runde           | 1. Runde | 1. Runde           | 1. Runde |
| ------------------ | -------- | ------------------ | -------- |
| Progrès Niederkorn | 0:1      | US Düdelingen      |          |
| Jeunesse Esch      | 0:3      | Progrès Niederkorn |          |
| US Düdelingen      | 0:4      | Jeunesse Esch      |          |

|                    | Ergebnis |                    |          |
| 2. Runde           | 2. Runde | 2. Runde           | 2. Runde |
| ------------------ | -------- | ------------------ | -------- |
| Progrès Niederkorn | 2:1      | US Düdelingen      |          |
| Jeunesse Esch      | 4:2      | Progrès Niederkorn |          |
| US Düdelingen      | 0:5      | Jeunesse Esch      |          |

| Pl. | Verein             | Sp. | S | U | N | Tore    | Quote | Punkte |
| --- | ------------------ | --- | - | - | - | ------- | ----- | ------ |
| 1.  | Jeunesse Esch      | 4   | 3 | 0 | 1 | 013:500 | 2,60  | 06:20  |
| 2.  | Progrès Niederkorn | 4   | 2 | 0 | 2 | 007:600 | 1,17  | 04:40  |
| 3.  | US Düdelingen      | 4   | 1 | 0 | 3 | 002:110 | 0,18  | 02:60  |